# Jay Hammond

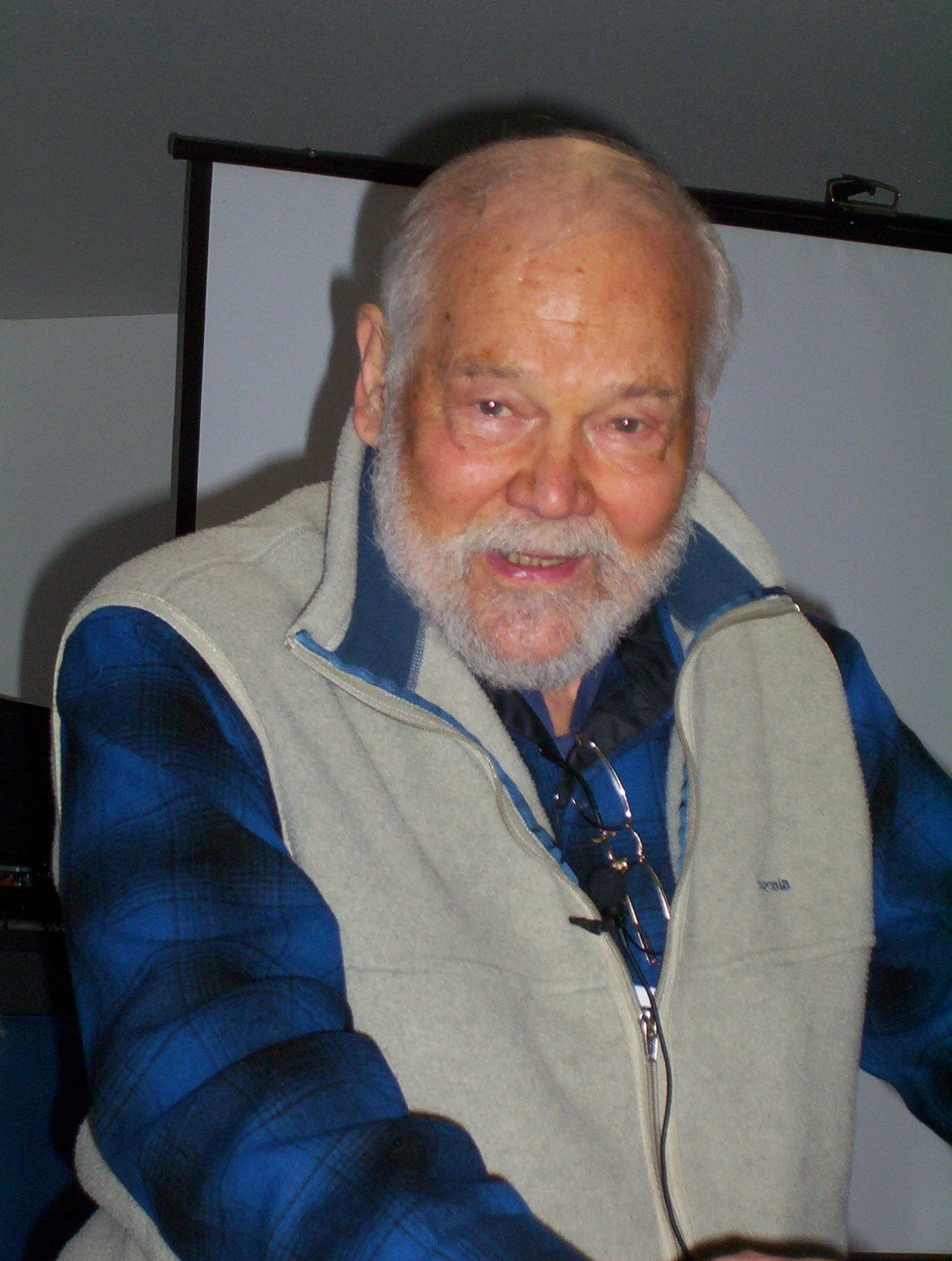
Jay Hammond.

Jay Sterner Hammond, född 21 juli 1922 i Troy i New York, död 2 augusti 2005 i Port Alsworth i Alaska, var en amerikansk republikansk politiker. Han var den 5:e guvernören i delstaten Alaska 1974–1982.
Hammond studerade vid Pennsylvania State University och deltog i andra världskriget som pilot i USA:s marinkår. Han flyttade 1946 till Alaska där han arbetade med bushflygning och avlade en examen i biologi vid University of Alaska Fairbanks.
Hammond var ledamot av Alaska House of Representatives, underhuset i delstatens lagstiftande församling, 1959–1965. Han var sedan ledamot av delstatens senat 1965–1967 och borgmästare i Bristol Bay Borough 1967–1972. Han var delstatens guvernör under en stark ekonomisk tillväxtperiod.